# Odilon Redon
Odilon Redon, valójában Bertrand-Jean Redon (Bordeaux, 1840. április 20. – Párizs, 1916. július 6.) francia festő, grafikus, a szimbolizmus jeles képviselője.

## Az indulás
Odilon Redon apja, Bertrand Redon, a tehetős üzletember egy ideig New Orleansban élt, itt vette feleségül a kreol Marie Guerint. A család röviddel második gyermekük, Odilon születése előtt tért vissza Franciaországba. A gyerek beteges volt, ezért kiadták a család Peyrelebade nevű birtokára, intéző nagybátyjához, míg szülei továbbra is Bordeaux-ban laktak, a Damour fasor 26. szám alatt (a ház már nem létezik). A birtokon jó minőségű vörösbort termeltek. Odilon itt nőtt fel, ez jelentette számára a kiindulópontot a majdani sajátos művészetéhez. A vidéki magányosságban (Odilon úgy élte meg, hogy szülei elhagyták) szabadon kóborolhatott a környéken, megismerhette a vidéki embereket, történeteiket, a meséikről álmodozott, sokat olvasott és rajzolt. 1851-ben kezdte iskolai tanulmányait Bordeaux-ban, pár évre rá pedig rajzot tanult Stanislas Gorinnál, akvarellfestést pedig Eugene Isabey d’Héroult-tól. Közben a helyi múzeumban elragadtatottan tanulmányozta Delacroix alkotásait.
Apja kívánságára építészetet kellett volna tanulnia, de 1857-ben elbukott a felvételi vizsgákon, nem szerette az építészet szigorú szabályosságát. Bordeaux-ban barátságot kötött Armand Clavaud botanikussal, Darwin hívével, aki megismertette a tudományokkal és az irodalommal. Ekkor ismerte meg az indiai mondákat, Baudelaire költeményét, A romlás virágait és sok más olyan művet, ami befolyásolta alakuló művészeti nézeteit. 1860-ban a Bordeaux-i művészetbarátok kiállításán bemutatta néhány, még Gorin hatása alatt készült vízfestményét. A következő évben Spanyolországban tett utazást. Rodolphe Bresdin grafikus volt a következő nagy hatású ember az életében, akitől a rézkarc és a litográfia mesterségét sajátította el, és igen magas szintre jutott e technikákban. 1864-ben Párizsban beiratkozott a Beaux-Arts szabadiskolájába, ahol Gérome-nál tanult, de nézetei a művészet lényegéről ekkorra már gyakorlatilag kialakultak. 1868-ban még a naturalizmus volt az uralkodó irányzat, de ő már ekkor ezt mondta: „Némelyek arra szeretnék korlátozni a festőt, hogy kizárólag azt ábrázolja, amit lát. Akik elfogadják ezeket a szűk korlátokat, egy alantasabb eszme szolgálatára kárhoztatják magukat. … Teljes mértékben elismerem a látható valóságot mint szükségszerű alapot…, de a tulajdonképpeni művészet az érzelmi valóságnál kezdődik.”

## Festőként

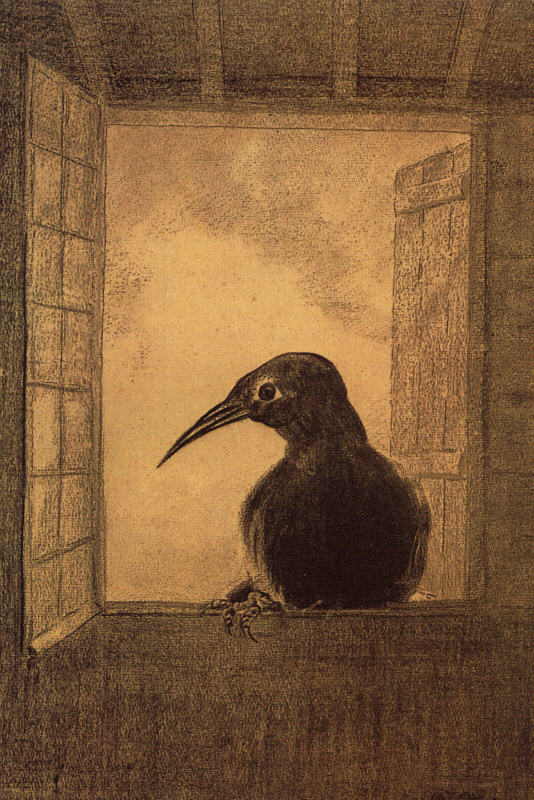
A holló

1874-ben elhunyt az apja, pénz nélkül hagyva családját. Nehéz néhány év következett életében. 1878-ban Belgiumba és Hollandiába látogatott, ahol a flamand iskola és Rembrandt műveit tanulmányozta. Uhartban meglátogatta Henri Fantin-Latourt, aki a faszénrajz technikájába avatta be. Ezzel tovább bővült az a technikai háttér, ami Odilon Redon grafikai munkáját jelentette ebben az időben. Az elemzők ugyanis két korszakot különböztetnek meg Redon művészetében: a „fekete” és a „színes” korszakot. És valóban, egészen 1890-ig túlnyomórészt fekete-fehér grafikákat készített. 1879-ben megjelent első litográfia albuma (Dans le Reve – Álomban). 1880-ban megnősült, felesége Camille Falte, aki – anyjához hasonlóan – szintén kreol nő volt, a Bourbon-szigetről (ma Réunion) származott. A mézesheteiket Bretagne-ban töltötték, és Redon itt készítette első pasztellképét, amin álmodozó fiatal felesége volt a modell. Ezután a feleség foglalkozott az üzleti ügyekkel és a sajtóval.
Első önálló kiállítása 1881-ben volt, ahol a Noirs-jait mutatta be, gyakorlatilag visszhang nélkül, majd a következő évben ismét kiállította, ezúttal Párizsban, a Gaulois galériában. Megjelent második albuma is, melyben Edgar Allan Poe verseihez készített hat litográfiája foglalt helyet. 1886-ban született első fia, Jean, aki azonban féléves korában meghalt. Ari nevű fia 1889-ben született.
1886-ban adta ki Hommage à Goya és La Nuit (Az éjszaka) című albumát, majd Gustave Flaubert Szent Antal megkísértéséhez (Tentation de Saint-Antoine) készített illusztrációkat. A szimbolista költészet rögtön felfedezte a rokon lelkű képzőművészt, Stéphane Mallarmé-vel szoros barátságot kötött. Mallarmé ezt írta neki: „Az ön látásmódjában annyi őszinteség rejlik, sőt oly ellenállhatatlan erővel tudja vízióit másokban felidézni, hogy műveiben a benyomások kimeríthetetlen forrását fedezem fel.” Ismertsége hirtelen megnőtt, de nem csak az irodalmárok körében. 1890-ben kiállított Brüsszelben, ahol barátságot kötött Paul Gauguinnel, és akinek több litográfiát is ajándékozott. Gauguin mindig is nagyra becsülte Redon munkásságát, és folyamatosan figyelemmel kísérte tevékenységét. Talán ennek a kapcsolatnak lehet a következménye, hogy egyre több színes pasztellképet festett (Village breton – Breton falu, Les yeux clos – Csukott szemek), bár nem egyet megsemmisített ezek közül. Redon művészete Munkácsy Mihályra is hatott, de Émile Bernard is csodálta művészetét, és egyre szorosabb kapcsolatot alakult ki a Nabis fiatal tagjaival (Pierre Bonnard, Édouard Vuillard, Maurice Denis) is, akik tisztelettel fordultak hozzá és tanácsokért ostromolták, gyakorlatilag mesterüknek tekintették. Ugyan a fekete-fehér grafikával sohasem hagyott fel, lassacskán elkezdődött művészetének második korszaka, amit a művészettörténet „színes” korszaknak nevez, és ami Henri Matisse figyelmét is felkeltette, aki személyesen üdvözölte a művészt.

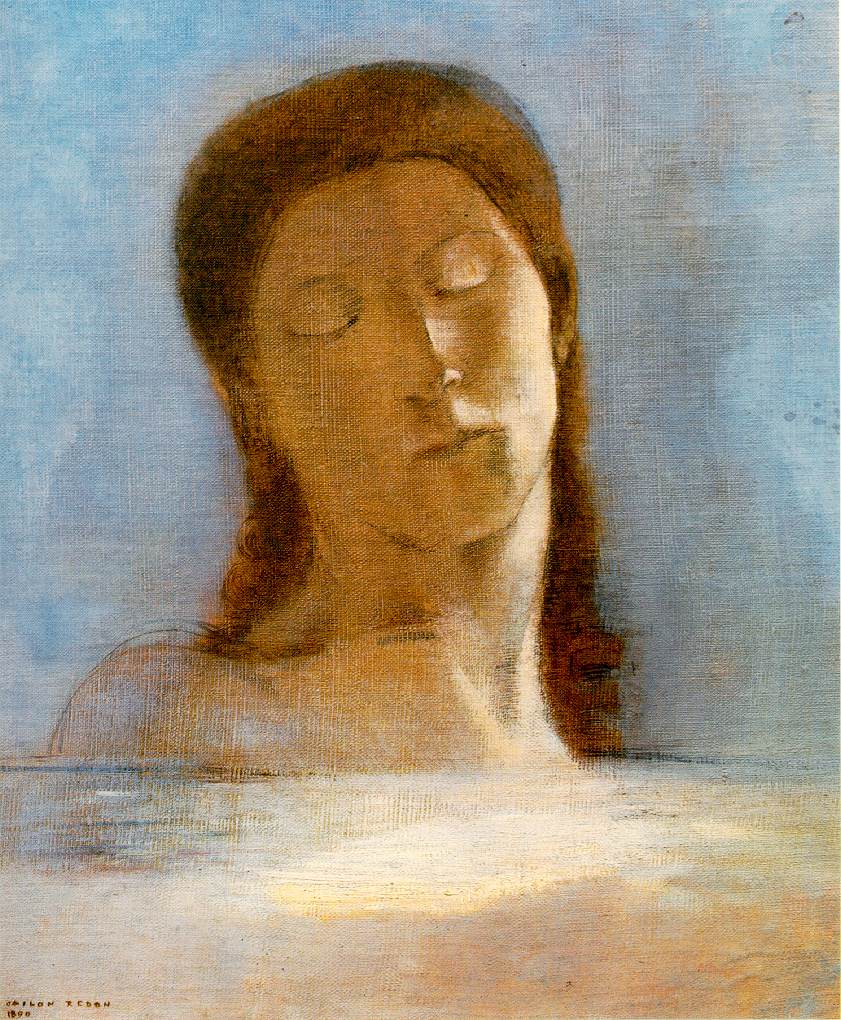
Csukott szemek

1891-ben fekete-fehér albumot adott ki barátja, Armand Clavaud emlékére, annak öngyilkossága után. A brüsszeli kiállításokon – ottani sikeres bemutatkozása után – 1914-ig folyamatosan jelen volt. 1892-ben nagy figyelem közepette mutatta be képeit (Szent János, La cellule d`or – Aranysejt) Duran-Ruel galériájában. 1989-es kiállítása ugyanitt, ahol főleg színes litográfiákat mutatott be (La Sulamite) hatalmas sikerrel zárult, és még ebben az évben Ambroise Vollard kiadta tizenkét lapos Apocalypse de Saint Jean című kötetét. Gyönyörű színes képek sorát festette meg (Madame Arthur Fontaine (Marie Escudier), Virágfelhők, Virágok, Orpheusz). Az 1904-es párizsi Salon d’Automne kiállításán külön termet biztosítottak számára, ahol 62 munkájával volt jelen. 1905–1906-ból származnak a Le Bouddha, Pensées – Árvácskák és Bateau rouge à la voile bleue – Vörös hajó kék vitorlával című képei. 1908-ban egy hónapos utazást tett családjával együtt Olaszországba, ennek egyik eredménye az Hommage à Leonardo da Vinci. 1912 fontosabb képei a Parsifal, a Profil és virágok, a Tengeri kagyló és a A vörös szfinx.
1913-ban nagy megtiszteltetés érte: a New Yorkban (majd Chicagóban és Bostonban) megrendezett hatalmas kiállításon, az Armory Show-n (A modern művészet nemzetközi kiállítása) Odilon Redont szánták a szervezők a tárlat attrakciójának (más kérdés, hogy Marcel Duchamp Lépcsőn lemenő aktja akkora botrányt okozott, hogy ez gyakorlatilag elvonta a figyelmet minden mástól). A kiállításon Redon összesen 78 alkotással szerepelt, az egyik teremben színes olaj- és pasztellképei, egy másikban litográfiái és rézkarcai voltak.
Odilon Redon haláláig dolgozott. Amikor 1916. július 6-án meghalt, Vierge című olajképe befejezetlen maradt.

## Jelentősége
Redon képzőművészi pályája nehezen indult. Hosszú évekig teljesen ismeretlenül dolgozott, közel negyvenéves volt, amikor első önálló kiállítását megrendezték. Mindössze az 1880-as évtized második felében figyeltek fel rá, nem kis részben a szimbolista költészet kibontakozása révén. Akkor viszont gyorsan elismert lett, a Nabis mesterének tekintette. Kiállításain megbecsüléssel emlékeztek meg alkotásairól, nem egy esetben kiemelt figyelemmel kezelték. Ennek ellenére igazi jelentőségét csak a halála után ismerték fel, a szürrealisták feltűnése után. „… Redon alkotásainak van egy »nyilvánvaló« oldaluk, amelynek jelentését könnyű megérteni, de van egy »titkos« oldaluk is – velük született költőiség, bámulatos technika, szemet gyönyörködtető harmónia –, amely csak a beavatottak előtt tárul fel.”

## Válogatás műveiből

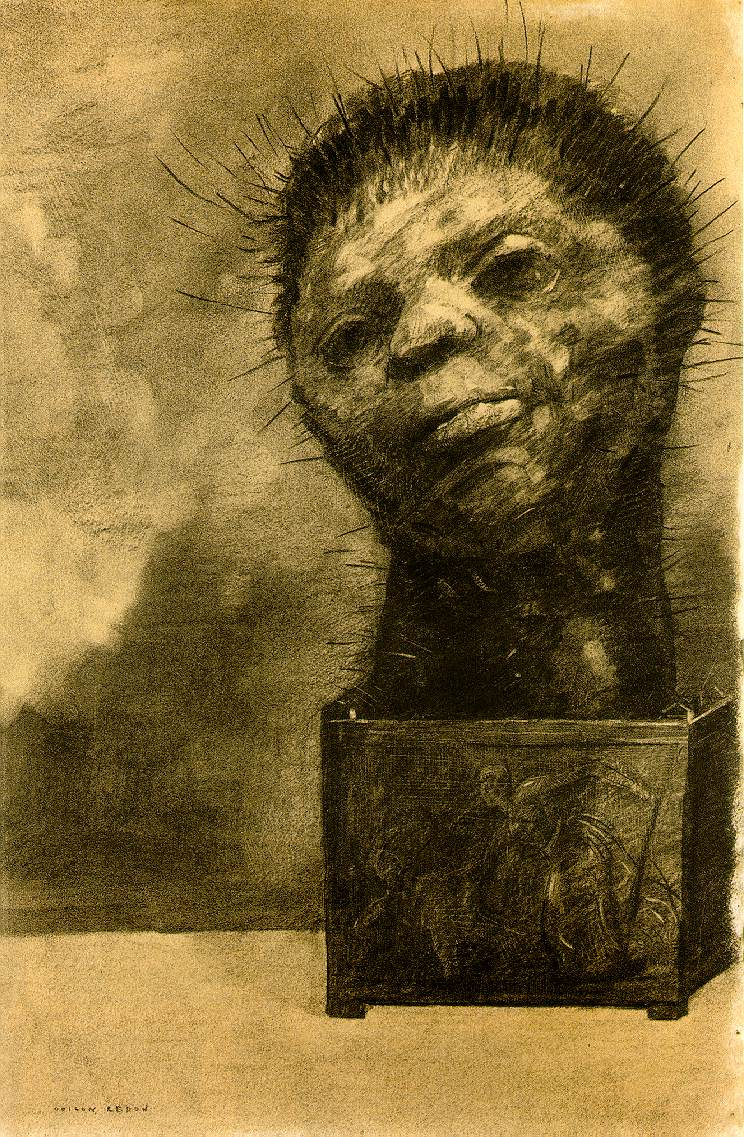
Kaktusz-ember, 1881.
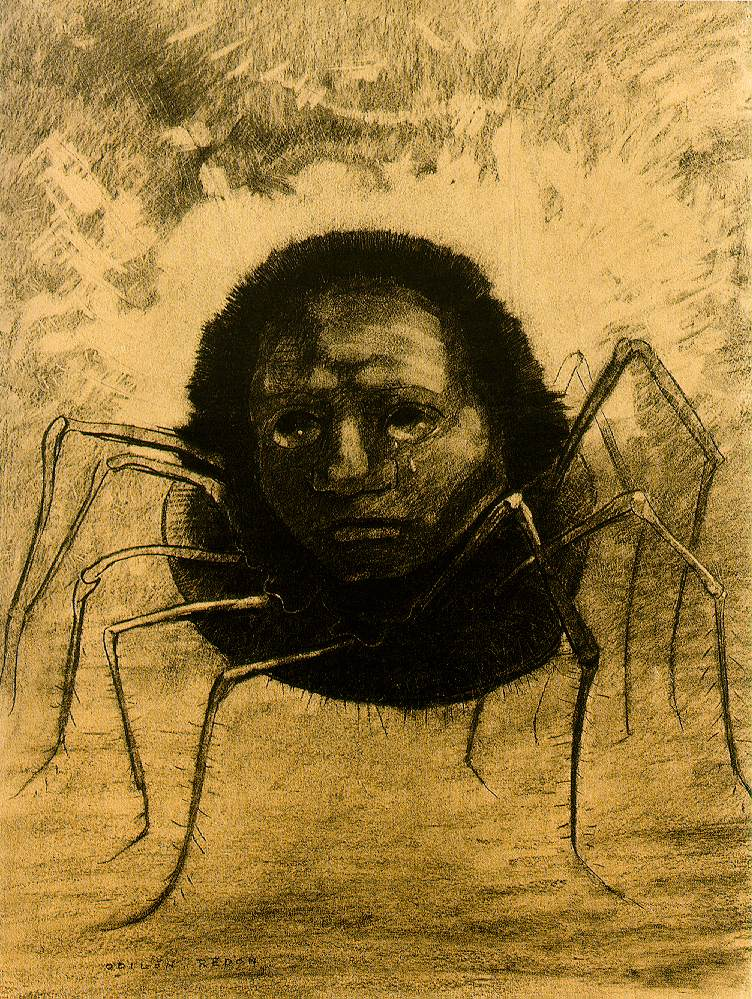
Könnyező pók, 1881.
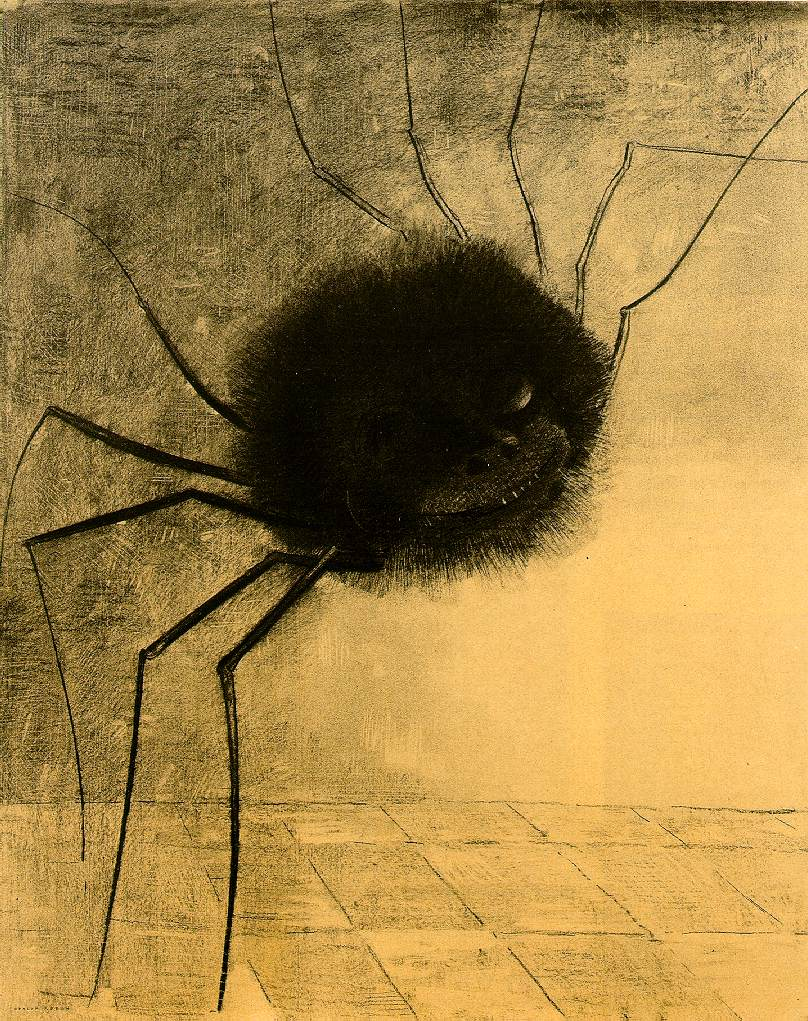
Mosolygó pók, 1881.
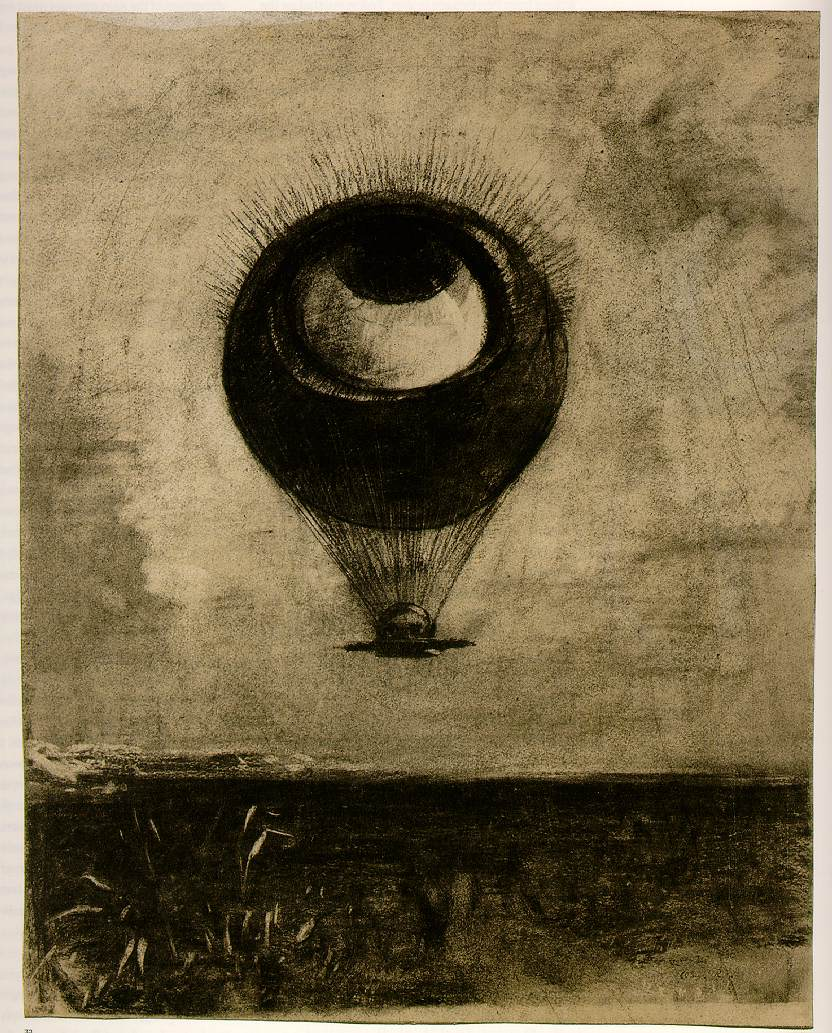
Szem-ballon, 1898.
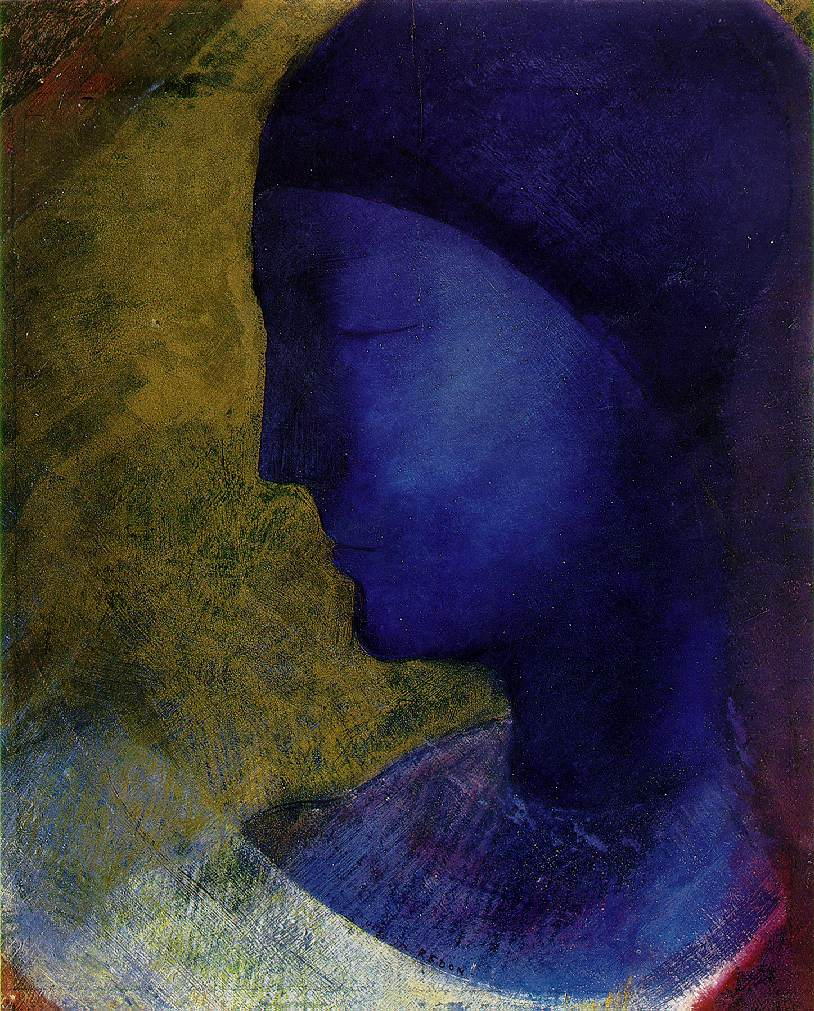
Aranysejt, 1892.
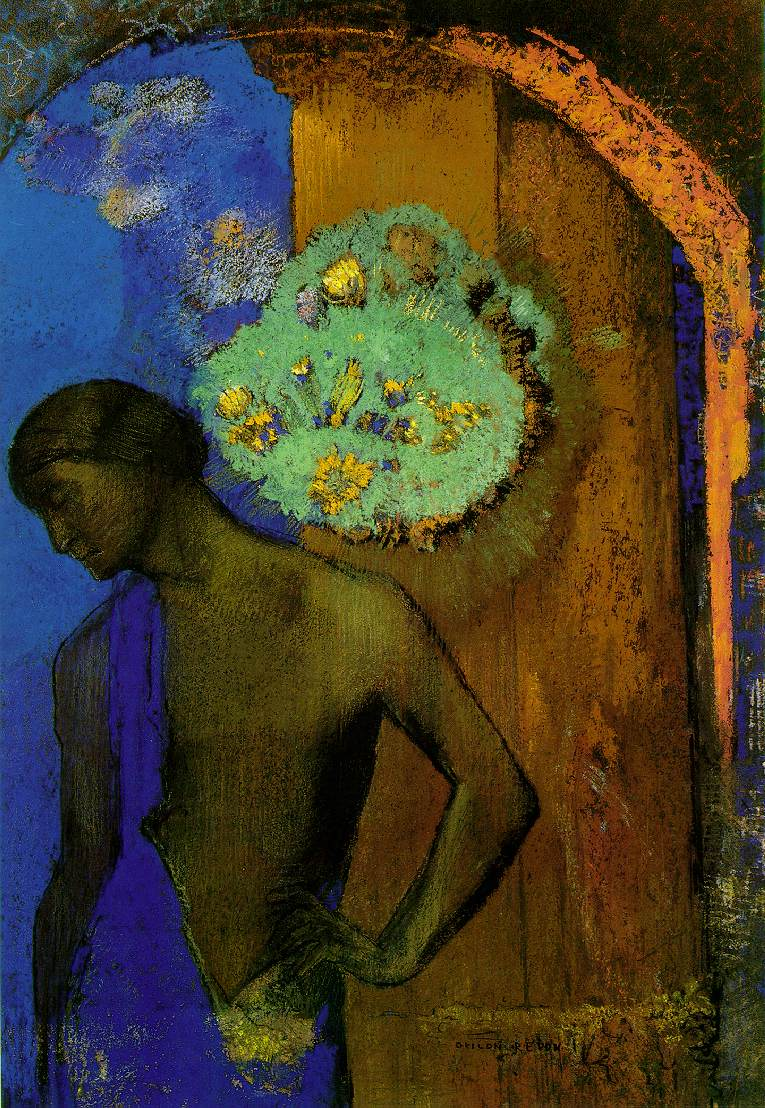
Szent János, 1892.
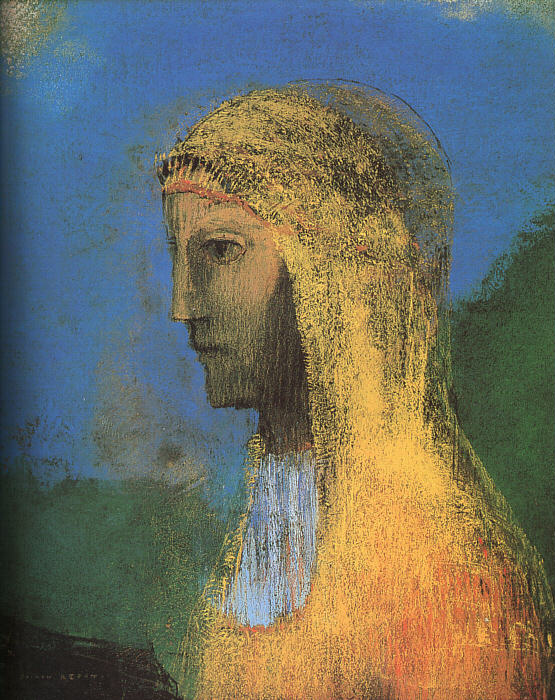
Druida nő, 1893.
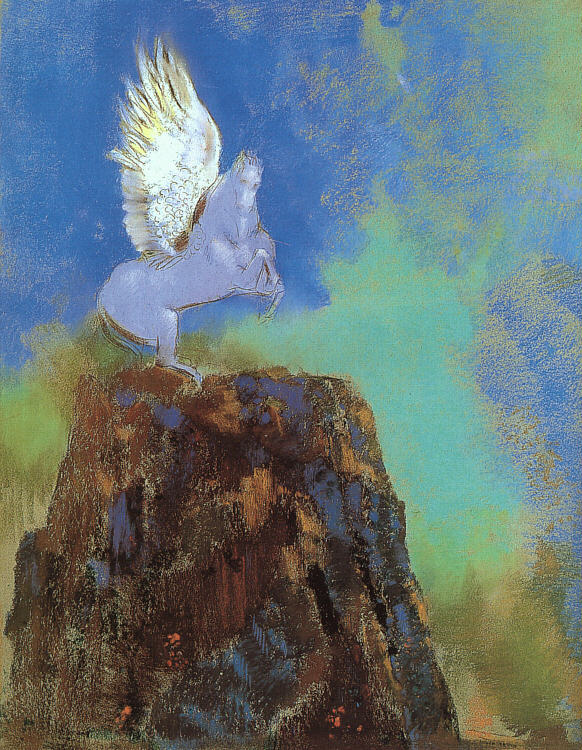
Pegazus, 1900.
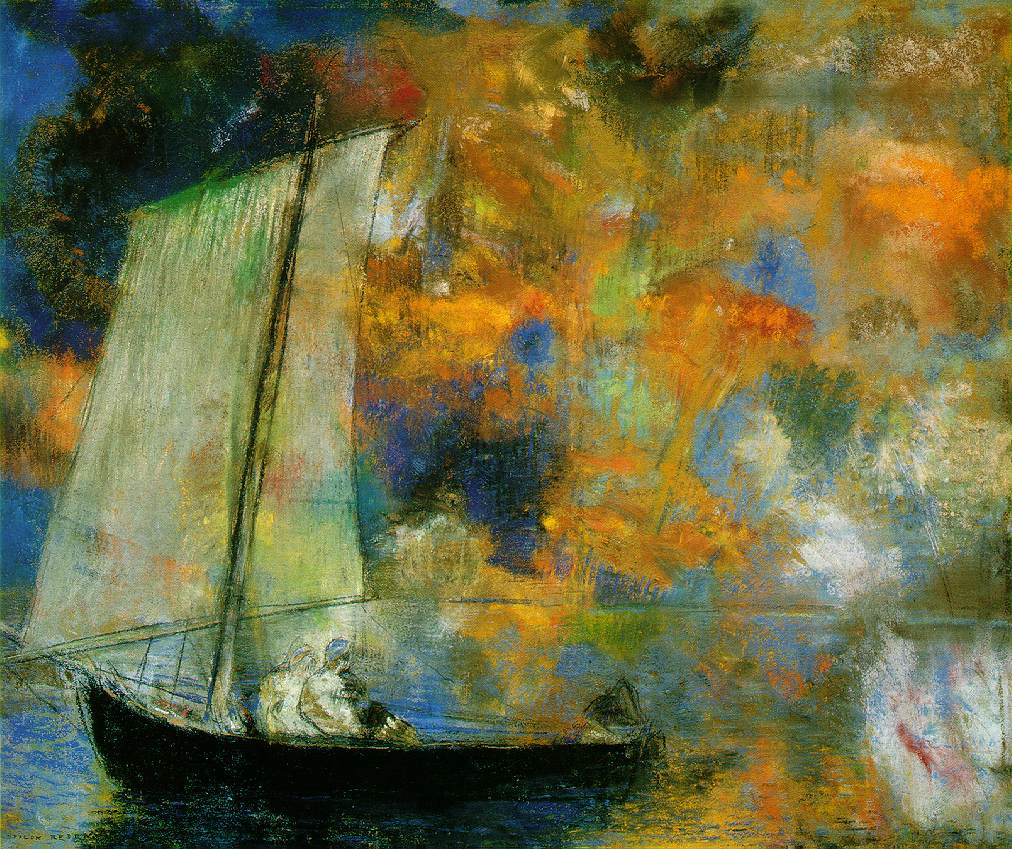
Virágfelhők, 1903.
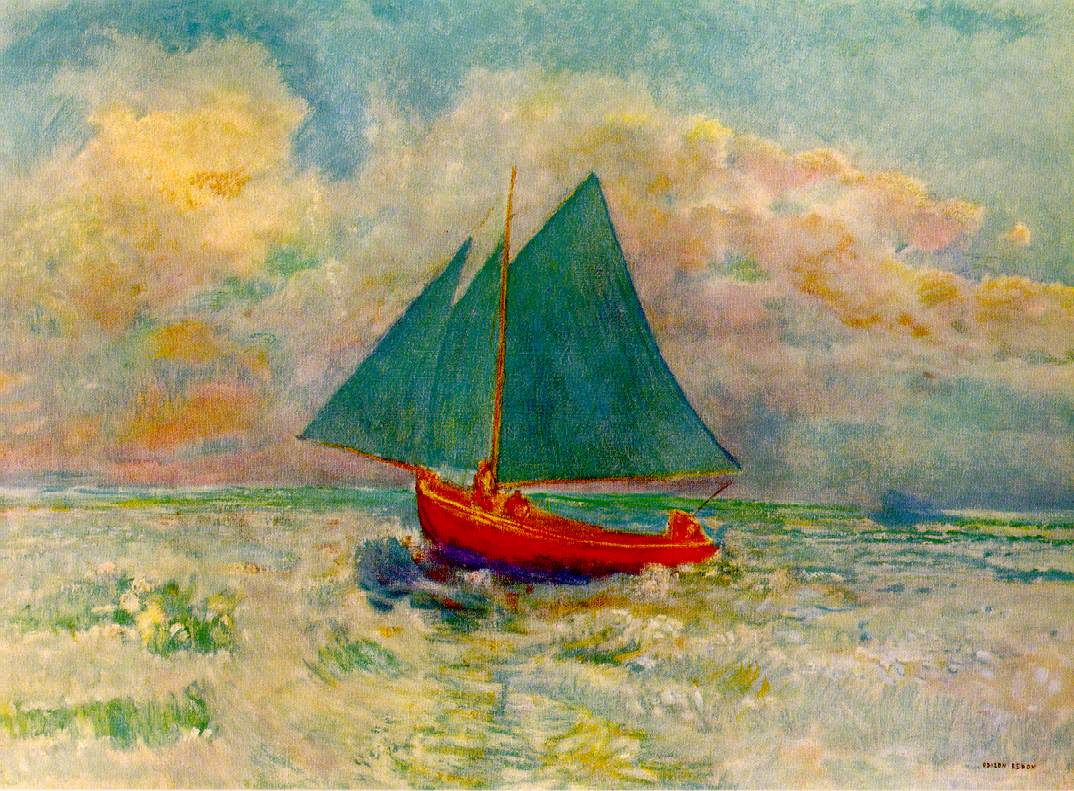
Vörös hajó kék vitorlával, 1906.
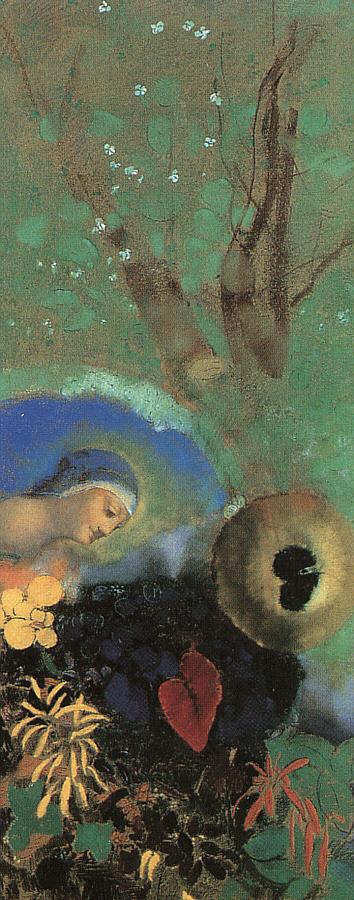
Hommage à Leonardo da Vinci, 1908.
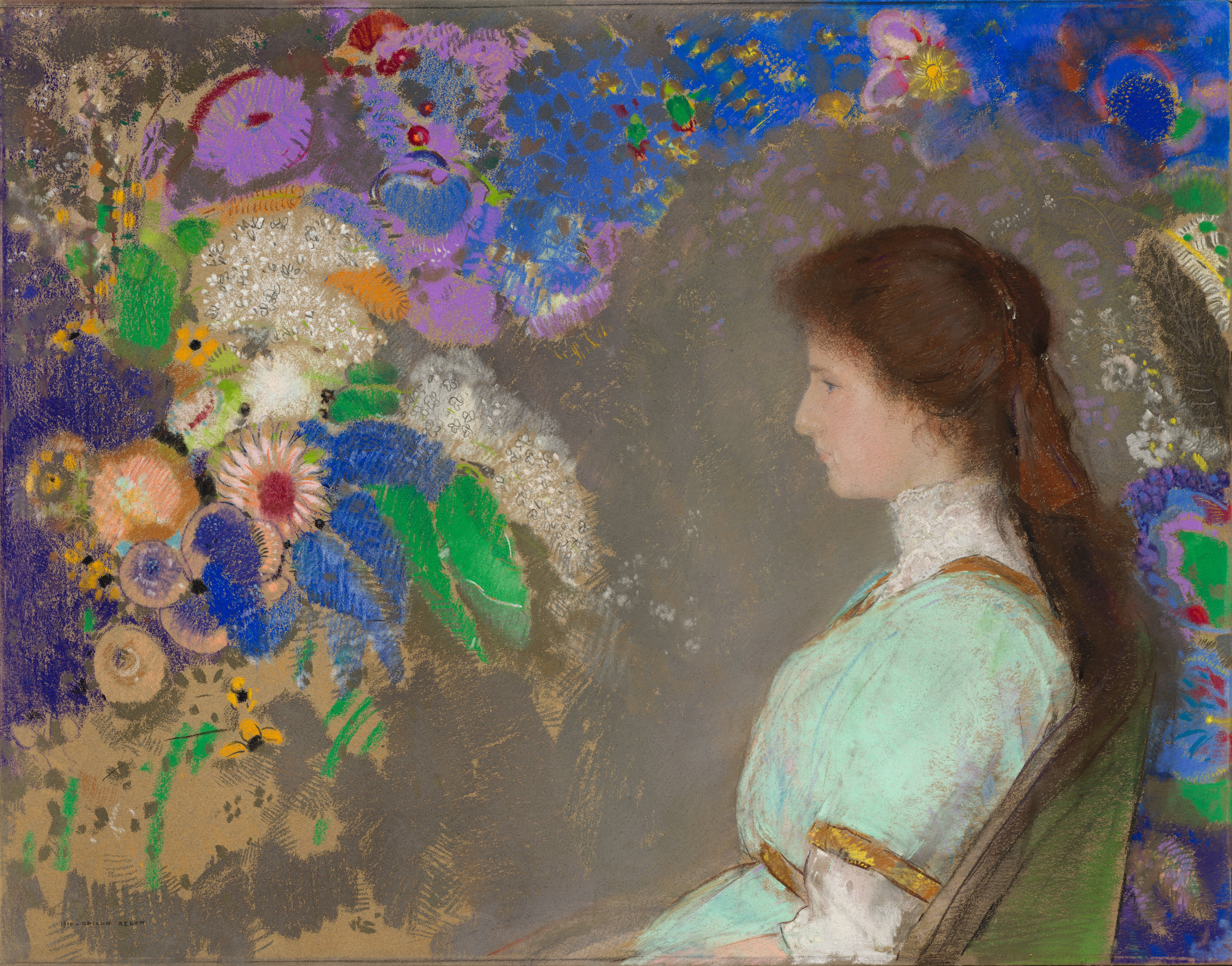
Violette Heymann portréja, 1910.
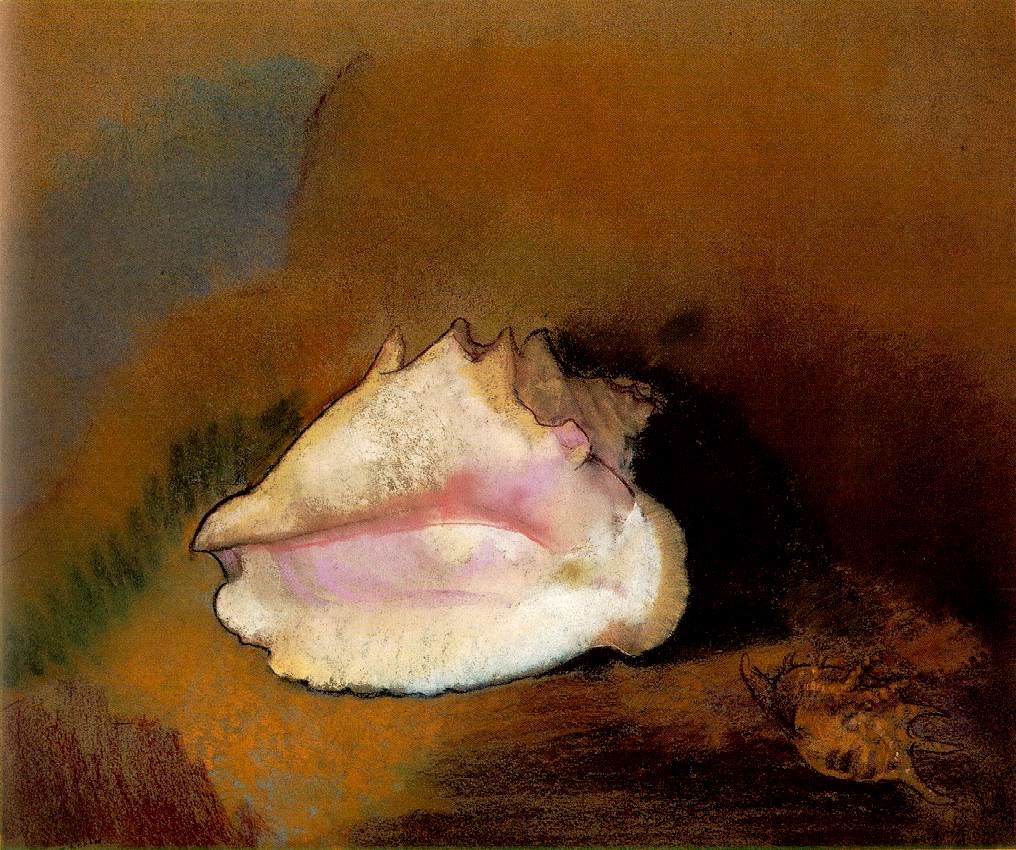
Tengeri kagyló, 1912.
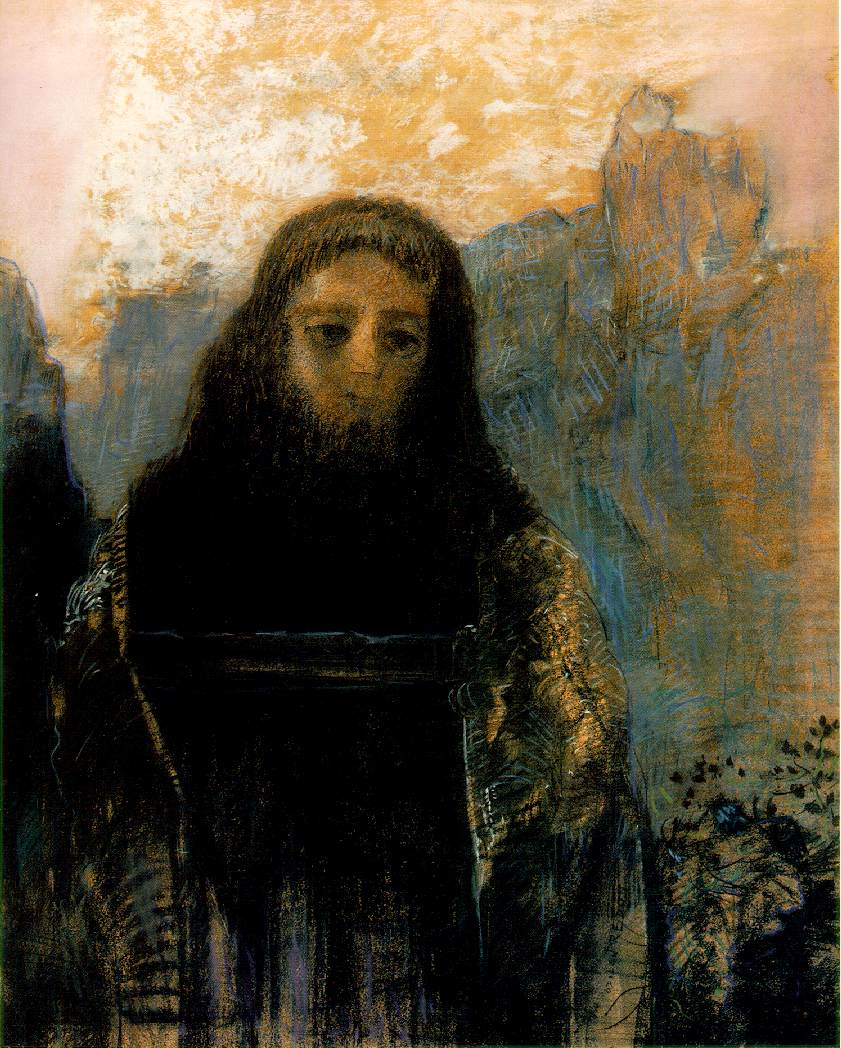
Parsifal, 1912.
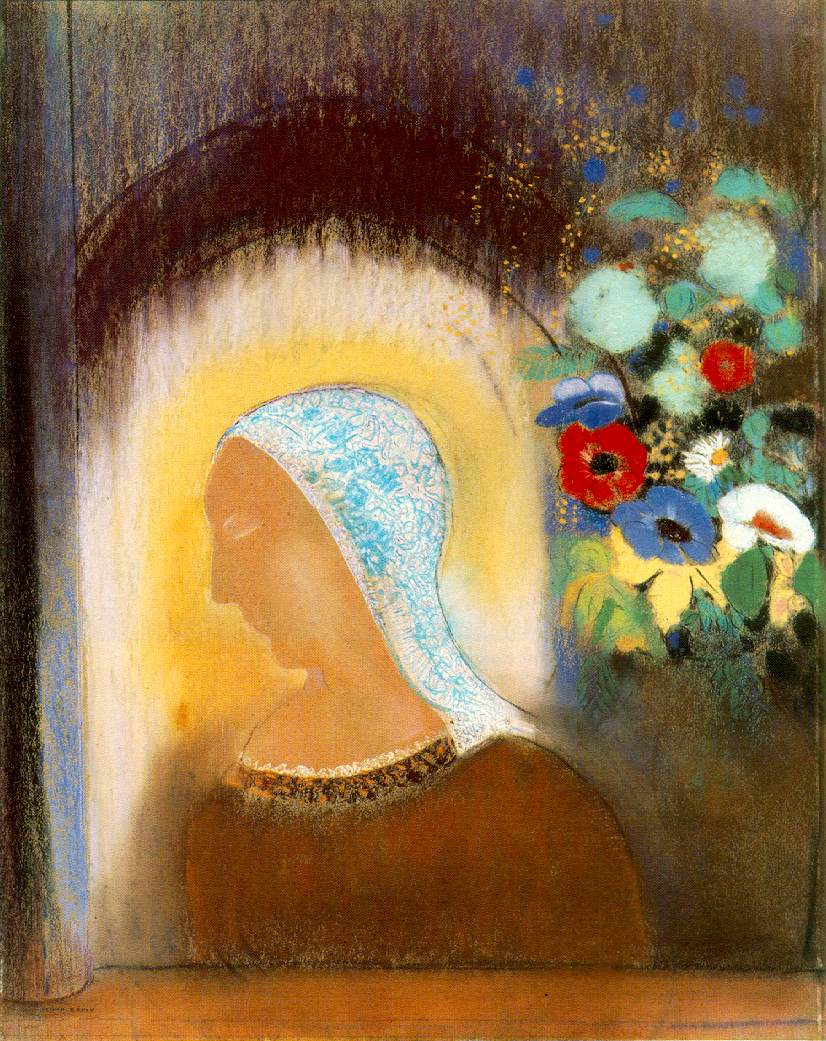
Profil és virágok, 1912.
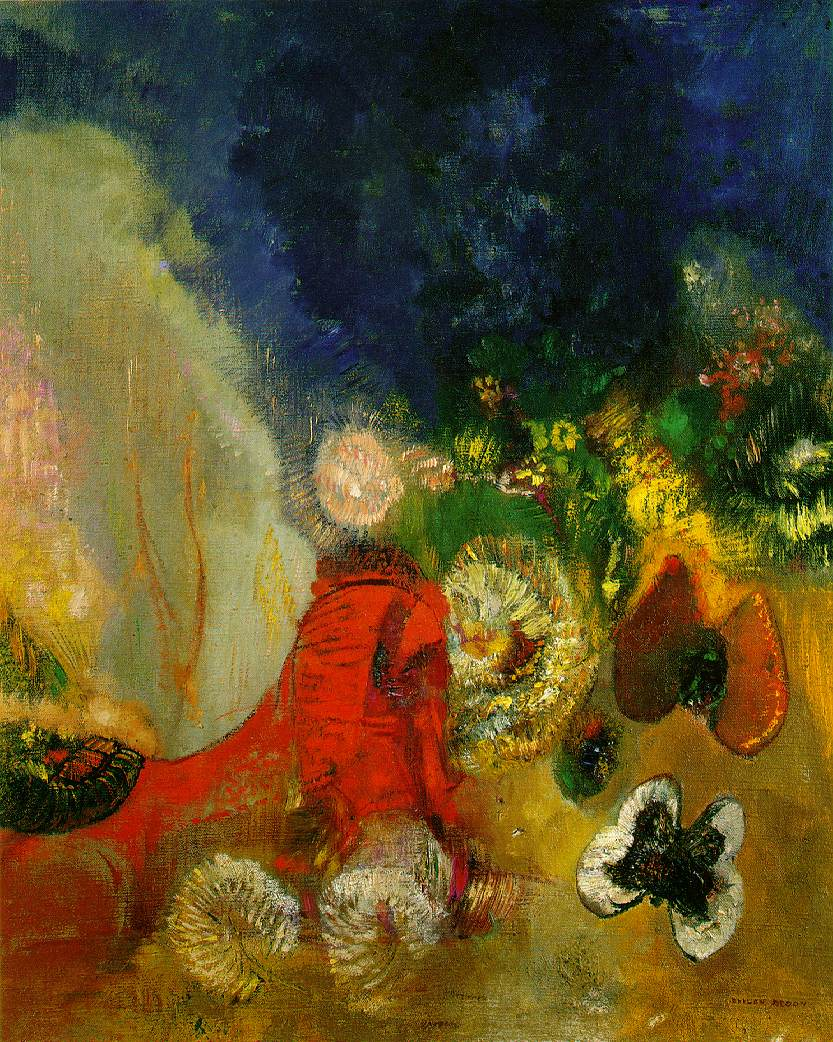
Vörös szfinx, 1912.